# Unge Pigers Værn
Unge Pigers Værn er en dansk stum komediefilm fra 1912 produceret af Nordisk Films Kompagni og instrueret af Eduard Schnedler-Sørensen efter manuskript af Frederik Poulsen.
Filmen havde dansk premiere den 8. marts 1912 i Biograf-Theatret og blev i tysktalende lande distribueret som Schutzverein junger Mädchen, i Storbritannien som Society for young women's Protection, i USA som Young Woman's Protective Society og i Sverige som Unga flickors värn.

## Handling
Den unge frøken Lund præsenterer sin kæreste, retsassessor Scholden, for sin far, grosserer Vang i håbet om, at faren vil give sin accept af ægteskab mellem de to. Men grosserer Vang er i dårligt humør og afviser den unge frier, trods datterens bønner. Men da assessoren er gået, liver grosserer Vang op. Han har nemlig fået et lille brev fra sin lille veninde, danserinden Vera, der anmoder om et stævnemøde ude i grossererens ubeboede Villa på Strandvejen. Grossereren tager afsted, og da hun hustru spørger ham, hvor han skal hen, siger han, at han skal til bestyrelsesmøde i Foreningen "Unge Pigers Værn". Han ankommer til villaen, hvor Vera venter. Lige da festen skal til at begynde afbrydes grosserer Vang imidlertid af tre indbrudstyve. Grosserer Vang stopper med sin revolver indbrudstyvene, men lige da han skal slippe dem fri, opdager Vera grossererens hustru i villaens have. Hustruen har nemlig fundet beskeden om stævnemødet, og er taget ud til villaen for at se, hvad der foregår ...
Men grosserer Vang er man for situationen. Han får hurtigt skjult Vera og champagneflaskerne, og han tvinger de tre gavtyve til at soignere sig og til at tage plads om bordet, så da fruen træder ind i stuen, sider der fire mænd dybt begravet i papirer. Indigneret rejser Vang sig, og spørger, hvorfor fruen kommer og afbryder det vigtige bestyrelsesmøde i foreningen "Unge Kvinders Værn", og fruen trækker sig tilbage. Men nu er det tyvenes tur: De vil have Vangs tegnebog for ikke at røbe sammenhængen for Vangs hustru og Vang må modstræbende give efter. Men midt i i det hele kommer politiet, der har set lys i den ellers forladte villa. Tyvene, Vang og Vera bliver alle anholdt. Vang kommer i grundlovsforhør, men her sidder retsassessor Scholden. Det er en delikat historie for grosserer Vang, men da han lover sin datters hånd til assessoren mod at tie om sagen med frøken Vera, ender alt i fryd og gammen. De to unge får hinanden, og grosserer Vang kan fortsat gå til møder i Foreningen "Unge Pigers Værn".

## Medvirkende
- Carl Alstrup
- Karen Lund
- Amanda Lund
- Frederik Buch
- Henry Seemann
- Oscar Stribolt
- Emil Henriksen
- Otto Lagoni